# Деян Матич
Деян Матич е сръбски попфолк певец от Босна и Херцеговина.

## Биография
Брат близнак е на Саша Матич, който също като него е популярен певец и музикант. Той и брат му са родени на една и съща дата (26 април 1978 година), само че Деян е роден в Бихач, Босна и Херцеговина. Родителите му Зоран и Драгица Матич успели да преместят Деян, заедно с брат си Саша, в родилен дом в Загреб в кувьоз, но и двамата напълно ослепяват няколко дни след това по неизвестни причини. Семейството се премества в Белград през 1982 г., когато братята са 4-годишни. Именно в Белград те посещават музикално училище и свирят на пиано. Братята Деян и Саша Матич завършват училище в Земун. През октомври 2012 г. Матич изпълнява поп дуета Čili с Милица Павлович в Grand Show.
Деян Матич има две деца – Зоран (роден на 17.12.2012 г.) и Константин (роден на 21.05.2015 г).